# Sclerolobium micranthum
Sclerolobium micranthum är en ärtväxtart som beskrevs av Louis Otho Otto Williams. Sclerolobium micranthum ingår i släktet Sclerolobium och familjen ärtväxter. Inga underarter finns listade i Catalogue of Life.